# Matthew Bates
Matthew David Bates (ur. 10 grudnia 1986 w Stockton-on-Tees) – angielski piłkarz, grający na pozycji obrońcy. Obecnie gra w klubie Middlesbrough. Nosi koszulkę z numerem 4. W swoim klubie najczęściej gra na środku obrony, ale może grać na pozycji prawego obrońcy.

## Kariera
Bates swoją karierę rozpoczynał jako junior w Middlesbrough i gra tam do dziś, jednak był wypożyczany do innych klubów. W 2005 roku został wypożyczony do Darlington. Rozegrał tam 4 mecze i nie strzelił gola. W 2006 roku został wypożyczony do Ipswich Town. Zagrał tam tylko 2 mecze, bez gola. Wreszcie w 2008 roku został wypożyczony do Norwich City, i zagrał tam 3 mecze nie strzelając ani jednego gola. Jednak żaden z tych klubów nie zdecydował się na definitywny transfer, i gra do dziś w klubie z Middlesbrough, w którym jak na razie rozegrał 104 mecze i zdobył on 6 bramek.

## Reprezentacja
Bates występował w dwóch reprezentacjach; w roku 2004 w reprezentacji Anglii U-18, gdzie rozegrał 2 mecze, i reprezentacji Anglii do lat 19 w latach 2004-2005, zagrał w tamtejszej reprezentacji 3 mecze.